# Wolfhagen
Wolfhagen és un municipi situat al districte de Kassel, a l'estat federat de Hessen (Alemanya). La seva població aproximada a finals de 2016 era de 13.199 habitants.
Es troba al nord de l'estat, prop de la riba del riu Weser, i de la frontera amb els estats de Baixa Saxònia i Renania del Nord-Westfàlia.